# Пагорби Риму

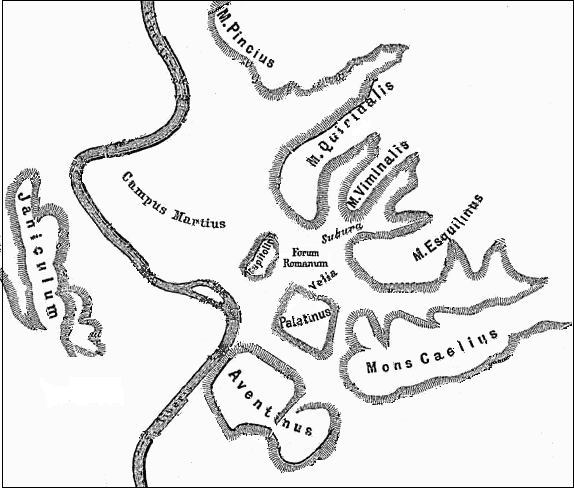
Карта території стародавнього Рима із сімома пагорбами

Пагорби Риму (італ. Colli di Roma) або Сім пагорбів Риму (лат. Septem montes Romae, італ. Sette colli di Roma) — географічний осередок Риму, який тісно пов'язаний з історією його заснування у 753 до н. е.

## Географія
Центр римської системи пагорбів становить Палатин (лат. mons Palatinus, 43 м над рівнем Тибру). Він зовсім ізольований, круто обривається з півдня, сходу та заходу, і тільки на північ поступово спускається (Velia). Його оточують з півдня Авентин (лат. mons Aventinus — 39 м; цю назву в давнину мала тільки частина пагорбу, яка круто спускається до Тибру, а не весь пагорб, як називають його тепер), з північного заходу Капітолій (лат. mons Capitolinus — 43 м), з півночі і північного сходу гірські відроги Квіриналу (лат. Quirinalis, 48 м), Вімінал (лат. Viminalis, 48 м), Ціспій (лат. Cispius, 46 м) і Оппій (Oppius, 79 м); останні два об'єднуються ім'ям Есквілін (лат. Esquilinus); на південному сході лежить Целій (лат. Caelius, 48 м). Всі ці пагорби відокремлені один від одного глибокими долинами, з крутими схилами, звичайно невеликого розміру, тільки на північному заході, де Тибр робить глибоке коліно, утворилася велика долина — так зване Campus Martius (Марсове поле) і Campus Flaminius (Фламінієве поле).
З півночі цю долину обмежує ізольований пагорб, нині Пінціо, в давнину collis hortorum (50 м), що не входив до складу стародавнього міста. На правому березі Тибру підноситься Янікул — ізольований гірський кряж (77 м); проти Марсового поля він повертає на захід, оминаючи Ватиканський пагорб (лат. mons Vaticanus).
Рим був заснований на лівому березі річки Тибру, за 25 км від моря і майже на такій же відстані від гірського кряжу Апеннін, в долині, яка спускається від Апеннін до моря. Вся ця долина — вулканічного походження; її центр — альбанский вулкан, діяльність якого припинилася тільки тоді, коли рівнина Лація (тепер Campagna romana) була вже заселена. Виверження вулканів, коли Лацій був ще покритий водою, утворили шар туфу (на 30-40 м глибини), поверх якого нашарувалися, як результат дії альбанського вулкана, сірий sperone (lapis Gabinus) і крапчастий піперін (lapis piperinus), a також лава. Ці кам'яні породи служили і служать головним будівельним матеріалом у Римі та околицях; особливо споживані найдешевша і нетривка з цих порід — туф; сотні років Рим майже не знав іншого матеріалу для своїх монументальних споруд; sperone і піперін пішли в хід тільки тоді, коли Рим вже почав ставати великим населеним центром; лава завжди вживалася для мощення вулиць. У період повного розквіту Риму ці породи в монументальних будівлях були витіснені щільним білим вапняком з Тібура — травертином (lapis tiburtinus), який походить з відкладів притоки Тибру, Аніо (нині Тевероне, Teverone).
Вода, що стікає з гір, глибоко порізала весь Лацій, легко руйнуючи пористий туф; утворився ряд пагорбів, розділених глибокими ярами з крутими берегами. На таких пагорбах і виник Рим. Просочення водою ґрунту всього Лація і застій води в ярах між горбами роблять місцевість вкрай нездоровою, сприяючи малярії. Римська система пагорбів знаходилася ще в гірших санітарних умовах, ніж решта Лацію: звуження русла Тибру там, де він огинає Марсове поле, вело до постійних повеней, які затопляли не тільки рівнину Марсового поля, а й яри між пагорбами. Це незручність урівноважувалася, однак, сприятливими для розвитку міста умовами: зручністю захисту крутих пагорбів, близькістю до моря, судноплавної річки як між містом і морем, так і між містом і верхів'ями річки, і, нарешті, сусідством з культурною і багатою Етрурією.
Найкраще поняття про загальну будову місцевості на якій виник Рим, дають теперішні околиці міста, де форма пагорбів, будова долин і умови розподілу вологи залишилися тими ж, якими вони були і в давнину. Обличчя самої міської території зазнало великих змін: рівень долин піднісся, постійними нашаруваннями, майже на 10 м; схили пагорбів з крутих майже скрізь стали пологі; каналізація виносить ґрунтову і дощову воду; повені Тибру, завдяки регулюванню його русла, стали якщо не неможливими, то вкрай рідкісними; виникла низка підвищень там, де їх не було (наприклад, monte Testaccio, 35 м висоти, на південь від Авентіну, що складається з черепків посуду, в якому привозили продукти в Рим. Про формування місцевості стародавнього Риму можна судити також по незаселенних або слабозаселенних місцевостях близько Палатина і Авентіно; перші розкопки останніх років майже повернули його древній вигляд.

## Висота 7 пагорбів Риму
- Авентин, 47 м
- Капітолій, 50 м
- Целій, 50 м
- Палатин, 51 м
- Вімінал, 60 м
- Квіринал, 61 м
- Есквілін, 64 м